# Carlos Villar Flor
Carlos José Villar Flor (Santander, 6 de junio de 1966) es un escritor español, traductor y profesor de la Universidad de La Rioja.[cita requerida]

## Biografía
Carlos Villar Flor nació en Santander en 1966. En 1989 fundó la revista literaria Pretexto, que dirigió durante cinco años.[cita requerida] Está licenciado en  Filología Inglesa y en Filología Hispánica (especialidad de literatura) en 1989 y 1993 respectivamente por la Universidad de Oviedo, donde se doctoró en 1994.
Imparte docencia en la Universidad de La Rioja desde 1994. Durante sus años riojanos ha promovido actividades literarias y solidarias entre el alumnado. En 1996 surgió la revista Fábula, de periodicidad semestral, que ha dirigido desde entonces hasta la actualidad. En 1995 fundó ASUR, asociación de voluntariado universitario. En los últimos años viene coordinando talleres de crítica y creación literaria.

## Extensión universitaria
En 1995 fundó en Logroño la oenegé Asociación de Ayuda Social Universitaria de La Rioja (ASUR), que preside desde entonces. Entre sus objetivos se encuentran la promoción de la solidaridad entre los alumnos compatibilizándolo con sus propias obligaciones académicas. Sus ámbitos de actuación son: atención a la tercera edad, fomento de la educación, etc. Desde su formación ha recibido la colaboración de más de 1500 voluntarios diferentes.[cita requerida] En 2011 este colectivo fue uno de los tres ganadores del certamen "La Rioja, un alma solidaria" con un proyecto de apoyo escolar a personas inmigrantes.
Promovió en 1996 el surgimiento de un embrión de cineclub en la UR.[cita requerida] Esta idea se materializó con la aparición del Curso de Cine y Literatura Angloamericanos, dirigido actualmente[¿cuándo?] por José Díaz-Cuesta Galián y enmarcado entre las actividades de extensión universitaria.[cita requerida].
Desde 2010 dirige el Taller de Creación y Crítica Literarias.[cita requerida] Se desarrolla durante primavera en el Centro Cultural Ibercaja de Logroño.[cita requerida] Hay una sesión semanal en que algún profesional de la materia expone su visión del tema. Algunos de los alumnos han visto publicados sus trabajos en la revista Fábula.[cita requerida]

## Premios obtenidos
- 1995ː Primer premio Certamen Narrativa Joven La Rioja, organizado por la Consejería de Cultura, Deportes y Juventud de La Rioja. Todo obrero merece sustento y otros relatos.
- 1996ː Primer premio Certamen de Poesía "Ángel González", organizado por el Ayuntamiento de Oviedo.
- 2016ː Primer premio del XX Certamen de novela corta "José María de Pereda" del Gobierno de Cantabria.

## Obras

### Narrativa
- Hay cosas peores que la lluvia. 13 relatos para insomnes. Oviedo: Nobel, 1998. ISBN 978-84-89770-18-8
- Calle Menor. Madrid: Sial, 2004. ISBN 978-84-95498-69-4
- Mientras ella sea clara. Villanueva de Villaescusa: Valnera, 2011. ISBN 978-84-936813-7-1
- Solo yo me salvo y otros relatos del tiempo sobrante. Villanueva de Villaescusa: Valnera, 2011. ISBN 978-84-939480-0-9
- Descubre por qué te mato. Santanderː Estvdio, 2017. ISBN 978-84-16455-12-6

### Poesía
- Más relinchos de luciérnagas. Santa María de Cayón: Ayuntamiento de Santa María de Cayón, 2006. ISBN 978-84-934473-7-3
- Poeta en su tierra. Santa María de Cayón: Ayuntamiento de Santa María de Cayón, 2006. ISBN 978-84-934473-8-0
- Nada personal. Santanderː Gobierno de Cantabria, 2015. ISBN 978-84-60661-32-0

### Canciones
- Yo me quedo con Logroño. Música y arreglos: Félix Cebreiro, Juancho Ruiz.[2][3]

### Traducciones
- Waugh, Evelyn. Hombres en armas. Madrid: Cátedra: 2003. ISBN 978-84-376-2106-7
- Waugh, Evelyn. Oficiales y caballeros. Madrid: Cátedra, 2010. ISBN 978-84-376-2644-4
- Waugh, Evelyn. Rendición incondicional. Madrid: Cátedra, 2011. ISBN 978-84-376-2857-8
- Waugh, Evelyn. Neutralia. La Europa moderna de Scott-King. Palencia: Menoscuatro, 2009. ISBN 978-84-96675-39-1
- Waugh, Evelyn. Izad más banderas. Barcelona: RBA, 2012. ISBN 978-84-9006-440-5
- Orwell, George. Vagabundo en París y Londres. Palencia: Menoscuatro, 2010. ISBN 978-84-96675-59-9
- O'Duffin, Eoin. Cruzada en España. La Bandera irlandesa del Tercio en la Guerra Civil española. Salamancaː Amarú, 2021. ISBN 978-84-8196-390-8

### Revistas
Director desde su fundación de la revista literaria Fábula, de la Universidad de La Rioja (UR).También dirigió la desaparecida Pretexto, en la Universidad de Oviedo.[cita requerida]

### Escritos académicos
En su faceta de investigador universitario está especializado en la labor de algunos escritores británicos e irlandeses de mediados del siglo XX, en especial de Evelyn Waugh, de George Orwell o de C. S. Lewis.
- Villar Flor, Carlos (1997). Personaje y caracterización en las novelas de Evelyn Waugh. Logroño: Universidad de La Rioja. ISBN 978-84-88713-53-7.
- Villar Flor, Carlos; Lázaro Larraz, María Luisa (2003). Viajeros y peregrinos por el Camino de Santiago riojano. Logroño: Instituto de Estudios Riojanos. ISBN 978-84-95747-89-1.
- Villar Flor, Carlos; Davies, Robert Murray (2005). Waugh without End. New Trends in Evelyn Waugh Studies. Bern: Peter Lang. ISBN 978-3039104963.
- Gallagher, Donat; Villar Flor, Carlos (2014). In the Picture: The Facts behind the Fiction in Evelyn Waugh’s Sword of Honour. Editions Rodopi. ISBN 978-94-012-1182-6.
- Villar Flor, Carlos (2020). Viajes con mi cura. Las andanzas de Graham Greene por España y Portugal. Granada ; Logroño: Comares ; Universidad de La Rioja. ISBN 978-84-96487-96-3.